# Hyundai Equus
Hyundai Equus é o um dos sedan mais luxuosos  produzido pela Hyundai Motors. Recentemente o modelo começou a ser comercializado no Brasil pelo preço inicial de R$ 320,000 reais. A Hyundai-Caoa diz que o Equus é o primeiro veículo do segmento de alto luxo no Brasil a contar com garantia de 5 anos sem limite de quilometragem. O Hyundai Equus (coreano: 현대 에쿠스 [hjə ː ndɛ ek ʰ usɯ]) conhecido como Hyundai Centennial (traduzido em portugues como centenário) no Oriente Médio, é um carro sedan de luxo que serve como o modelo topo de gama da Hyundai Motor Company em todo o mundo, em homenagem ao palavra latina Equus que significa "cavalo". O Hyundai Equus é o maior e mais caro sedan da empresa. Em 2009, a empresa lançou uma nova versão em uma plataforma de tração traseira destinado a competir com o BMW Série 7, Mercedes-Benz Classe S, Audi A8 e Lexus LS. A partir de junho de 2013, o Hyundai Equus está disponível em Coreia do Sul, China, Oriente Médio e Américas (exceto México).

## Primeira Geração

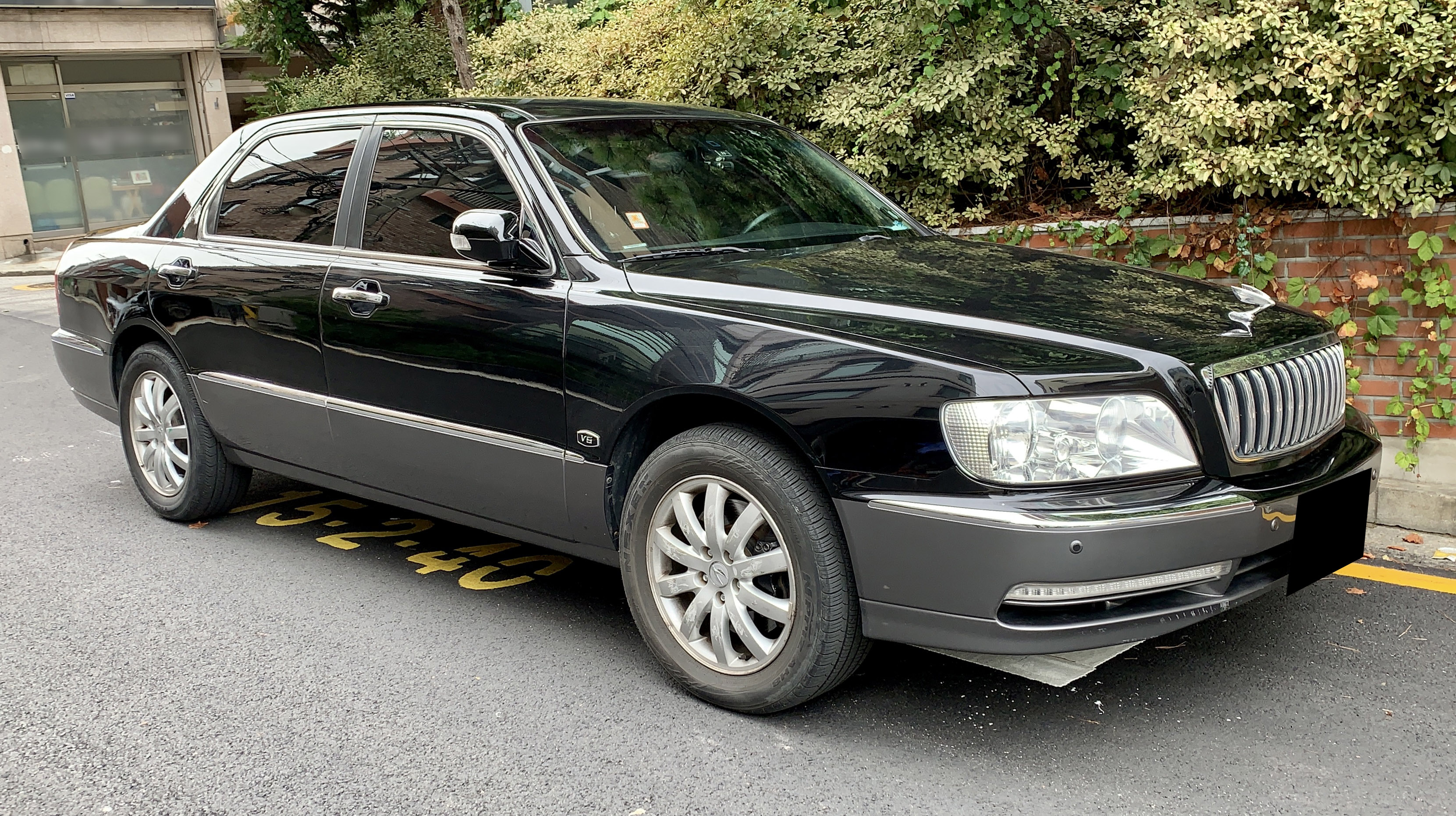
Primeira geração.

Em 1999, a Hyundai Motors e a Mitsubishi Motors apresentou o seu full-size sedan. Hyundai disse que estava fazendo um sedan de tamanho completo para competir com o Mercedes-Benz Classe S e BMW Série 7 no mercado coreano. Na realidade, estava competindo contra seu concorrente doméstico SsangYong President. A Hyundai teve grande sucesso com este carro na Coreia, mas muito poucos foram exportados para países estrangeiros. Um deles foi exportado para o Salão Internacional de Automóvel de Nova York em 2001 para medir a reação dos consumidores norte-americanos. A Hyundai identificou o carro para os consumidores norte-americanos como o sedan de luxo Hyundai LZ450. A primeira geração foi projetado pela Mitsubishi Motors que tinham sua própria versão chamada de Proudia. Ele foi fabricado em conjunto por ambas as empresas. O carro da primeira geração foi introduzida em 1999 como uma movimentação de roda dianteira do carro medindo 5,1 metros (200,8 in) de comprimento e 1,9 metros (74,8 polegadas) de largura. Um modelo de limusine de longa distância entre eixos estava disponível exclusivamente para o mercado interno coreano, e em 92.510.000 won sul-coreano para o modelo 2008, com um V8 e sem opções, foi o modelo mais caro da linha da empresa. A primeira geração do Equus limousine também foi relacionado mecanicamente à Dignidade Mitsubishi limusine para o mercado japonês. As primeiras geraçoes do Equus foram vendidos na Coreia do Sul, China, e o Oriente Médio. Um número muito limitado,batizado como Centennial, foram disponibilizados para alguns mercados da Europa Ocidental no início e em meados dos anos 2000. No início, havia dois tipos de motores um 3.5 Sigma V6 e 4.5 8A80 (Omega) V8. Depois de alguns meses, foi adicionado o Sigma V6 3.0. Duas versões estavam disponíveis: um sedan (3.0, 3.5 e 4.5) e limusine (3.5 e 4.5). No Japão, sob o nome de Mitsubishi Dignity (versão limousine) e Mitsubishi Proudia (versão sedan), cerca de 2.000 unidades foram vendidas. Especificamente, o motor V8 4.5 8A80 (Omega) foi um GDI (Gasoline Direct Injection) tipo de motor que foi projetado e desenvolvido pela Mitsubishi Motors. Este motor foi otimizado com prémio gasolina sem chumbo, mas havia pouca oportunidade de obter este tipo de combustível na Coreia naquele momento. Assim, a maioria destes motores usados combustível normal de gasolina sem chumbo, e depois teve problemas de desempenho significativos, sobre o qual os motoristas deste tipo de motor reclamou. Finalmente, Hyundai Motors modificou este motor a partir de um tipo de GDI para um (Injecção Multiponto) tipo MPI para resolver o problema.

### Novo Equus
Em 2003, a Hyundai apresentou o seu "New Equus", mudando a capa design e alguns do interior. A tela de 7 polegadas para o banco traseiro, faróis de xenônio, sensor de estacionamento dianteiro, etc foram recentemente oferecido. A Mitsubishi Motors terminou a produção de Mitsubishi Proudia e Dignity, ao contrário Hyundai. A partir de 2005, os motores 3.0 litros e 3.5 litros Sigma foram alterados para 3.3 e 3.8 V6 Lambda que foram projetados e desenvolvidos pela Hyundai Motors. Mas a caixa automática não foi alterado. A Hyundai deixou oficialmente a produção de 1ª geração do Equus, em novembro de 2008. Um novo Equus maior e com tração traseira foi lançado em março de 2009. Um modelo de limusine foi feita para o mercado coreano. O Equus Limousines tem sido usado por donos de empresas famosas na Coreia, bem como VIPs estrangeiros.

## Segunda Geração (2009)

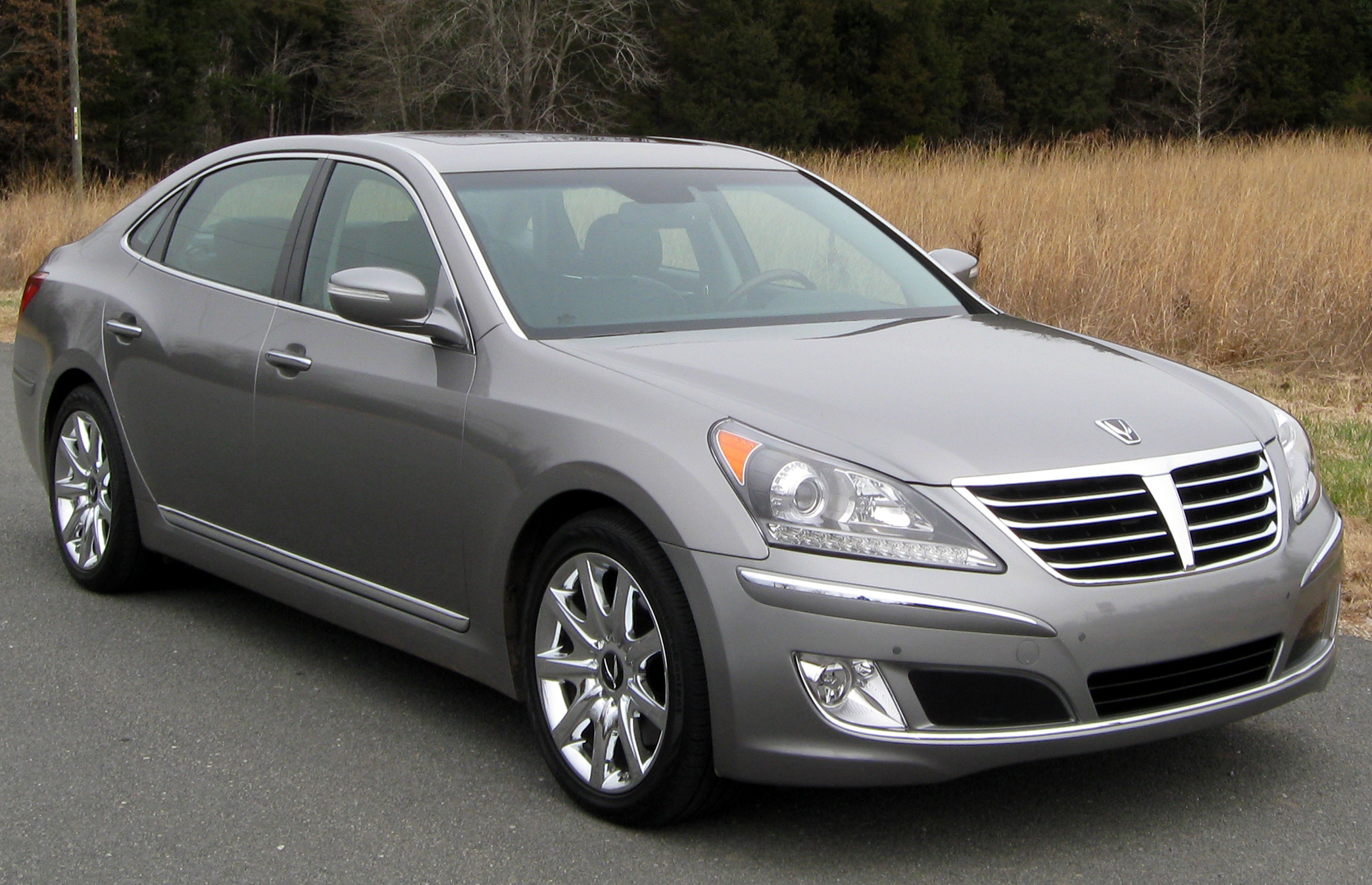
Segunda geração.

A segunda geração do Equus, codinome "VI", foi revelado em Grand Hyatt Seoul. Ao contrário do velho Equus, o VI tem uma tração traseira, arquitetura com maior distância entre eixos e um motor diferente. O VI é com base em uma plataforma totalmente nova, que foi inteiramente desenvolvido pela Hyundai Motors. Embora o carro não tem nada em comum com o Equus anterior, o VI leva apenas o nome do antigo Equus, porque o nome de 'Equus' tem prestígio na Coreia. No mercado interno coreano o Hyundai Equus vem como um 3.8L "Prime" e um 4.6L "Prestige" na Coreia do Sul. É o modelo mais caro da linha da empresa. Lançou na República Popular da China em agosto de 2009. O Hyundai Equus foi listado nos '10 carros excitantes para 2010' da Forbes. Modelo dos EUA foi anunciado em 2009 na Pebble Beach Concours d'Elegance, e foi inaugurada no Salão de Automóvel de Nova York de 2010. O modelo precoce dos EUA inclui o mesmo motor 4.6L V8 como o do Genesis, exceto com 10 hp (7 kW) mais do que a versão atual. Isso coloca a potência total do motor a 385 cv (287 kW) com £ 333 · ft (451 N · m). O americano Equus possui um emblema no capô ligado ao contrário do ornamento do capô, a grade apresenta um padrão de grade horizontal como seu irmão Gênesis, em oposição à uma vertical em modelos internacionais, e um incluído iPad dispositivo com aplicação de guia de um usuário Equus pré-instalado ao invés de um manual do proprietário tradicional. O Hyundai Equus modificado foi doado para a Costa Rica e é usado atualmente como o carro presidencial. A Hyundai também desenvolveu um veículo blindado com base na limousine, com uma versão 5.5L ampliada do motor V8. Em setembro de 2009, Hyundai entregou três versões de limusine à prova de balas do sedã de luxo Equus para a Serviço de Segurança Presidencial na Coreia do Sul. Hyundai projetou este veículo com uma liga especial, e tem um sistema de refrigeração automático em caso de incêndio, bem como janelas à prova de balas. A limusine blindada primeiro construído foi doado para Cheong Wa Dae. No momento, a limusine está disponível apenas na Coreia do Sul.

## Transmissão
Todos os modelos inclui a transmissão ZF de 6 velocidades automática com controle manual SHIFTRONIC. Na versão 2012, o Hyundai Equus incluem transmissão automática de 8 velocidades e  a introdução de motores GDI. Também foi revelado que o Hyundai Equus estaria recebendo um 5.0L V8 com 429 hp (320 kW) e 376 lb ft (510 N · m ). Nos EUA e os modelos canadenses incluem apenas sedan (VS500). Modelos sul-coreanos incluem sedan (VS380, VS500) e limusine (VL380, VL500) alem de opções de 3.8 GDI e Tau 5.0 GDI, coisa que nos EUA e Canadá só existe a versão mais potente.

## Brasil
Esse modelo sofreu um leve repaginada nos EUA em 2013, diferenciando com uma potência maior, saltando de 366 cavalos para 420 cavalos de potência no seus 5.0 litros V8, e também ao que parece adotando um terceiro lugar (no meio) o qual também abriu mão do mini frigobar. No Brasil ele continua como modelo 2012 ainda sem o banco do meio mas conta com teto solar e um filme à prova de som em todos os vidros. No interior, há aquecimento (ou resfriamento) para volante e todos os bancos -que são em couro-, console traseiro com frigobar e multimídia, e cortinas com acionamento elétrico nos vidros traseiros e laterais. As portas têm sistema de fechamento elétrico por sucção: uma vez na posição de fechamento, a trava puxa a porta automaticamente, travando-a, descreve a importadora. Os faróis são de xênon, com sistema adaptativo em curvas, e lanternas e setas em LED. As rodas são de liga-leve cromadas, com pneus 245/45 18’. O ângulo dos retrovisores laterais é ajustado automaticamente quando o veículo anda de ré. Há câmeras frontais e traseiras. Outros itens do Equus são painel com monitor de 8 polegadas, rádio, entradas para iPod/USB, CD e DVD, com comandos no volante.